# Rouessé-Vassé
Rouessé-Vassé – miejscowość i gmina we Francji, w regionie Kraj Loary, w departamencie Sarthe.
Według danych na rok 1990 gminę zamieszkiwało 748 osób, a gęstość zaludnienia wynosiła 24 osób/km² (wśród 1504 gmin Kraju Loary, Rouessé-Vassé plasuje się na 699. miejscu pod względem liczby ludności, natomiast pod względem powierzchni na miejscu 272.).